# Pełcznica (Fluss)
Die Pełcznica (deutsch: Polsnitz oder Freiburger Wasser) ist ein durch Wałbrzych (Waldenburg) in der Woiwodschaft Niederschlesien fließender Fluss, der ein bedeutender Zufluss der Strzegomka, des Striegauer Wassers, ist.
Nach polnischer Benennung ist die Pełcznica bereits der oberhalb von Wałbrzych, nördlich von Rybnica Leśna (Reimswaldau) im Waldenburger Bergland entspringender Fluss. Im traditionellen Deutsch trägt der Bach, der dort entspringt, den Namen Laisebach, nach Zuflüssen in Waldenburg trägt der Fluss den Namen Polsnitz.
Durch Waldenburg hindurch ist die Pełcznica teilweise kanalisiert und fließt unter der Stadt hindurch, an der Oberfläche nur vom Alten Kurviertel aus sichtbar. Zwischen Wałbrzych und Świebodzice bildet der Fluss ein wichtiges Element des Landschaftsparks Fürstenstein. Unterhalb des Schlosses Fürstenstein bildet die Polsnitz den imposanten Fürstensteiner Grund.
Die Polsnitz mündet in der Nähe des Dorfes Ober- und Niederstanowitz (Skarżyce) als rechter Nebenfluss in das Striegauer Wasser. Größere Zuflüsse der Pełcznica sind die Bäche: Salzbach (Liebchauer Bach) von Bad Salzbrunn her, das Altwasser (Poniatówka), der Liebchauer Bach (Lubiechowski Potok) und Szczawnik. Die Wasserqualität schwankt stark. Der Fluss ist stark mit Schlamm aus den Waldenburger Bergwerken verschmutzt.